# Nina Flores
Nina Flores é uma actriz portuguesa.

## Biografia
Nasceu em Vila Franca de Xira, a 31 de janeiro de 1941.
Fez teatro amador na Sociedade Guilherme Cossoul. Estreou-se no teatro profissional no musical Boa Noite, Betina!, ao lado de Laura Alves e Ruy de Carvalho, no Teatro Monumental.
O seu percurso artístico ficou marcado pela sua passagem pelo teatro de comédia e revista. 
Participou, nomeadamente, em comédias como: Loucuras de Papá e Mamã (1961), com Irene Isidro e Eugénio Salvador, no Teatro Avenida; O Ovo (1973), com Raul Solnado, no Teatro Villaret; A Vida é Boa (1976), com Nicolau Breyner, no Teatro ABC e As Taradas (1982), com Octávio Matos e Adelaide João, no Teatro Monumental.
Participou em inúmeros espetáculos de teatro de revista, nomeadamente: Saúde e Totobola (1962), É Regar e Pôr ao Luar (1964), Tudo à Mostra (1966), Peço a Palavra! (1969), Saídas da Casca (1971), Afinal Como é? (1975), Cada Cor Seu Paladar (1976), Em Águas de Bacalhau (1977), Isso É Que Era Bom (1979), Não Deites Foguetes (1980), O Escabeche (1981)... 
Na televisão (RTP) participa entre outros, na minissérie "Acácio" (1962) com Camilo de Oliveira, "Zé Gato" (1979), algumas peças de teleteatro e programas de variedades.
Em 1970 é convidada a participar num filme italo-espanhol (co-produção), pelo realizador Jesus Franco.

## Televisão
- 1959 - Amanhã Há Récita
- 1959 - Coincidência[5]
- 1962 - Acácio[6]
- 1969 - Riso e Ritmo
- 1979 - Zé Gato[7]

## Teatro
- 1960 - "Boa Noite, Betina!" - Teatro Monumental[8]
- 1961 - "Loucuras de Papá e Mamã" - Teatro Avenida[9]
- 1962 - "Saúde e Totobola" - Teatro ABC[10]
- 1963 - "Bikini" - Teatro ABC[11]
- 1963 - "Elas São o Espetáculo!" - Teatro Variedades[12][13][14][15]
- 1964 - "É Regar e Pôr ao Luar!" - Teatro ABC[16][17]
- 1964 - "Todos ao Mesmo!" - Teatro Maria Vitória[18]
- 1965 - "Roupa na Corda" - Teatro ABC[19]
- 1965 - "Dá-lhe Agora" - Teatro ABC[20]
- 1966 - "Tudo à Mostra!" - Teatro Maria Vitória[21]
- 1966 - "Mini-Saias" - Teatro ABC[22][23]
- 1968 - "Grande Poeta é o Zé!" - Teatro Maria Vitória[24][25]
- 1969 - "Mãos à Obra" - Teatro Maria Vitória[26]
- 1969 - "Peço a Palavra!" - Teatro Variedades[27]
- 1970 - "Alto Lá Com Elas" - Teatro ABC[28]
- 1971 - "Frangas na Grelha" - Teatro ABC[29]
- 1971 - "A Senhora Minha Tia" - Teatro ABC[30]
- 1971 - "Saídas da Casca" - Teatro ABC
- 1972 - "Viva a Pandilha" -  Teatro ABC[31]
- 1973 - "Mulheres é Comigo!" - Teatro Monumental[32]
- 1973 - "O Ovo" - Teatro Villaret[33][34]
- 1974 - "À Pai Adão" - Teatro Sá da Bandeira
- 1974 - "Joãozinho Anda Para Trás" - Teatro Sá da Bandeira
- 1975 - "Garotas no Espeto" - Teatro Laura Alves[35]
- 1975 - "Afinal Como É?" - Teatro ABC
- 1975 - "P'ra Trás Mija a Burra" - Teatro Sá da Bandeira
- 1976 - "A Vida é Boa" - Teatro ABC[36]
- 1976 - "Cada Cor Seu Paladar" - Teatro ABC
- 1977 - "Em Águas de Bacalhau" - Teatro ABC[37]
- 1977 - "Ó da Guarda" - Teatro ABC[38]
- 1978 - "Põe-te na Bicha" - Teatro ABC[39]
- 1978 - "Direita Volver!" - Teatro ABC[40]
- 1979 - "Isso é Que Era Bom!" - Teatro Variedades
- 1980 - "Não Deites Foguetes!" - Teatro Variedades
- 1981 - "O Escabeche" - Teatro ABC
- 1982 - "As Taradas" - Teatro Monumental